# Batalha de Lilibeu (218 a.C.)
A Batalha de Lilibeu ou Batalha de Lilibeia foi a primeira batalha naval entre as frotas de Cartago e da República Romana durante a Segunda Guerra Púnica. Os cartagineses enviaram 35 quinquerremes para atacar a Sicília, começando por Lilibeu. Os romanos, avisados por Hierão II de Siracusa, tiveram tempo de interceptar os cartagineses com uma frota de 20 quinquerremes e conseguiram capturar sete navios inimigos.

## Contexto
Os romanos conquistaram a Sicília dos cartagineses depois da Primeira Guerra Púnica e assumiram a supremacia marítima no Mediterrâneo ocidental. As ações romanas durante a Revolta dos Mercenários ajudaram Cartago, mas os romanos tomaram a Sardenha e Córsega logo depois que a revolta acabou. Cartago conseguiu se recuperar conquistando partes da Ibéria sob a liderança de Amílcar e dos irmãos Asdrúbal e Aníbal Barca entre 237 e 218 a.C.. Aconselhados por Massília, os romanos assinaram um tratado com Asdrúbal, o Belo, em 226 a.C. que firmou o rio Ebro como o limite do poderio cartaginês na Ibéria. A cidade de Sagunto, localizada ao sul do rio, se aliou a Roma em algum momento depois e, quando os aliados iberos de Aníbal entraram em guerra contra os saguntinos, Roma ordenou que Aníbal não interviesse. Com a opção de ceder e perder sua reputação, Aníbal optou por cercar e atacar Sagunto, o que deu início à Segunda Guerra Púnica.
O Senado Romano declarou guerra a Cartago logo depois do ataque de Aníbal, que cercou e tomou a cidade em 219 a.C.. Apesar disto, os romanos nada fizeram para ajudar a cidade durante o cerco, que durou oito meses.

## Preparativos romanos
A marinha romana já havia sido mobilizada em 219 a.C. para a Segunda Guerra Ilírica (220-219 a.C.) e contava com 220 quinquerremes. Públio Cornélio Cipião recebeu o comando de quatro legiões (8 000 soldados romanos e 14 000 aliados além de 600 cavaleiros romanos e 1 600 aliados) com ordens de zarpar para a Ibéria escoltado por sessenta navios.
Porém, os gauleses boios e ínsubres do norte da Itália atacaram as colônias romanas de Placência e Cremona, forçando os romanos a fugirem para Mutina, que foi cercada. O pretor Lúcio Mânlio Vulsão marchou de Arímino com duas legiões (600 cavaleiros romanos e 1 000 aliados além de 10 000 soldados aliados) para a Gália Cisalpina. Este exército foi emboscado duas vezes no caminho e perdeu 1 200 homens e, apesar de o cerco de Mutina ter sido levantado, o próprio exército se viu cercado a umas poucas milhas distância de Mutina. Este evento fez com que o Senado desviasse uma das legiões de Cipião e 5 000 soldados aliados para ajudá-lo. Cipião realizou um novo alistamento para substituir os soldados perdidos e, por isso, só conseguiu chegar na Ibéria em setembro de 218 a.C..
O cônsul Tibério Semprônio Longo recebeu quatro legiões (2 romanas e 2 aliadas; 8 000 soldados romanos e 16 000 aliados além de 600 cavaleiros romanos e 1 800 aliados) com instruções de seguir imediatamente para o norte da África com os 160 quinquerremes restantes. Semprônio seguiu para a Sicília, onde deveria completar os preparativos para a travessia para a África.

### Preparativos cartagineses
Aníbal havia dispensado seu exército para seus quarteis de inverno depois do cerco de Sagunto. No versão de 218 a.C., ele posicionou 15 000 soldados e 21 elefantes na Ibéria sob o comando de seu irmão, Asdrúbal, e enviou 20 000 soldados para a África, sendo 4 000 para servir de guarnição da própria Cartago. O resto do exército partiu então de Nova Cartago com o objetivo de invadir a Itália. Supõe-se que Aníbal contasse com 90 000 soldados a pé e mais 12 000 cavaleiros, além de 37 elefantes. Ele dividiu suas forças em três colunas antes de cruzar o rio Ebro e atacou as tribos iberas dos ilergetes, bergúsios e ausetanos na região da moderna Catalunha. Em uma campanha de dois meses, Aníbal conquistou toda a região entre o Ebro, os Pirenéus e o rio Sícoris, numa rápida e custosa campanha.
O contingente ibero da frota cartaginesa, que tinha 50 quinquerremes (com apenas 32 tripulados) e 5 trirremes, permaneceu em águas ibéricas, seguindo o exército de Aníbal em parte do caminho. Cartago também mobilizou pelo menos 55 quinquerremes para seus raides imediatos na Itália.

## Prelúdio
A marinha cartaginesa realizou o primeiro ato militar da guerra quando uma frota de 20 quinquerremes, carregada com 1 000 soldados, atacou as ilhas Líparas. Outro grupo de oito navios atacou a ilha de Vulcano, mas foi atirada para fora do curso numa tempestade no estreito de Messina. A marinha siracusana, aliada dos romanos, conseguiu capturar três dos navios, que se renderam sem luta. Sabendo pela tripulação capturada que Cartago pretendia atacar Lilibeu, Hierão II de Siracusa, que estava em Messana esperando a chegada do cônsul Semprônio, alertou o pretor romano Marco Emílio, que estava em Lilibeu, do iminente ataque.

## Batalha

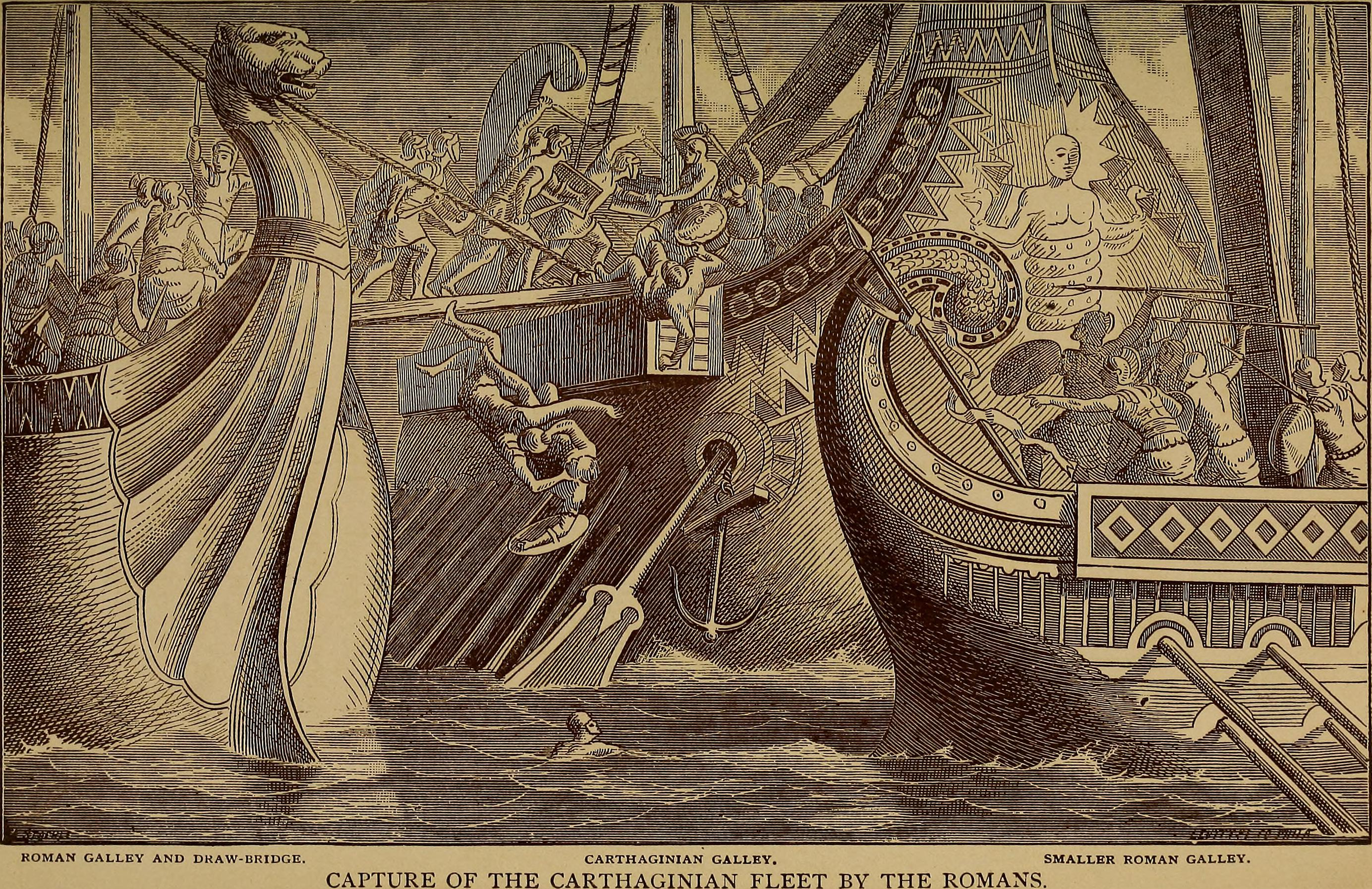
Gravura de uma batalha naval entre romanos e cartagineses

A frota cartaginesas foi atrapalhada pelo mau tempo e teve que esperar antes de poder começar seu ataque. Embora os romanos tivessem apenas 20 navios presentes em Lilibeu, o pretor, depois de receber o alerta de Hierão, preparou seus navios para um longo período no mar e tripulou cada um deles com um bom contingente de legionários antes de a frota aparecer. Ele também colocou vigias ao longo da costa para encontrar os navios cartagineses, o que lhe daria um aviso-prévio e minimizaria o risco de um ataque surpresa.
Os cartagineses interromperam sua viagem nas ilhas Égadas e, quando zarparam para Lilibeu numa noite com luz lunar, o plano era irromperem no porto da cidade no amanhecer. Os vigias romanos avistaram-nas muito antes disto, porém. Conforme os navios romanos saíam para enfrentar a frota cartaginesa, estes abaixaram suas velas para a posição de batalha e foram para alto mar. Os cartagineses estavam em vantagem numérica, mas seus navios estavam com tripulação deficiente e Roma tinha  ainda a vantagem adicionar de ter embarcado em  seus navios um grande contingente de legionários. Utilizando bem seus pontos fortes, os navios romanos tentaram se aproximar dos navios cartagineses para enganchá-los enquanto os cartagineses tentavam escapar dos romanos para poderem abalroá-los se pudessem. Num combate corpo-a-corpo, os romanos conseguiram abordar e capturar sete navios cartagineses e 1 700 prisioneiros. Os demais navios da frota cartaginesa conseguiram escapar.

## Consequências
Os romanos conseguiram frustrar a tentativa cartaginesa de estabelecer uma base de operações na Sicília. O cônsul Tibério Semprônio Longo desembarcou na ilha logo depois. Ele navegou até Malta, capturando a ilha e 2 000 prisioneiros, incluindo o comandante da guarnição, Amílcar Giscão. Logo depois, Semprônio navegou para interceptar uma frota cartaginesa que estava atacando a ilha Vulcano, mas ela já havia partido e estava atacando o território romano perto de Vibo, em Brúcio. Semprônio soube da Batalha de Ticino e foi convocado pelo Senado Romano para ajudar Públio Cornélio Cipião. Ele deixou 50 navios em Lilibeu sob o comando do pretor Marco Emílio, outros 25 em Vibo e enviou seu exército por terra e mar até Arímino.